# Esto perpetua

ختم ولاية أيداهو، ويظهر عليه شعار الولاية

Esto perpetua :(بالأنجليزية "Let it be eternal") وهي عبارة لاتينية تعني "فليكن دائما" وهي الشعار الرسمي لولاية أيداهو وقد ظهر الشعار علي أرباع الدولار في 2007.
وترجع العبارة لعالم الرياضيات واللاهوت البندقى باولو ساربي (1552-1623)، المعروف أيضا باسم فرا باولو.فقبل يوم من وفاته أجاب علي ثلاثة أسئلة عن شؤون الدولة، وكانت الكلمة الأخيرة له "فليكن دائما"، والتي كانت يقصد بها مدينة البندقية. وتترجم إلى الأنجليزية "Mayest thou endure forever" وعندما قامت إيما إدواردز جرين بتصميم ختم الولاية، وصفت الشعار علي ختم الولاية، وقامت بترجمته إلى "أنها دائمة" أو "وإلى الأبد".
تستخدم العبارة كشعار للعديد من المدارس والمنظمات والنوادي.